# Brachodes fulgurita
Brachodes fulgurita is een vlinder uit de familie Brachodidae. De wetenschappelijke naam is voor het eerst geldig gepubliceerd in 1832 door Johann Fischer von Waldheim.
De soort komt voor in Europa.

## Andere combinaties
- Atychia fulgurita Fischer vaon Waldheim, 1832